# Tégla Ferenc
Tégla Ferenc Gábor (Szegvár, 1947. július 15. –) magyar diszkoszvető, olimpikon, edző, tűzoltó ezredes. Ifjúsági versenyzőként a korosztály nem hivatalos világcsúcstartója volt. Három nyári olimpián indult: 1968 (11. hely), 1972 (7. hely), 1976 (11. hely). Hétszeres magyar bajnok. Pályafutásának legjobb dobása 67,38 méter, amit 1977-ben ért el. Ez az eredmény 1994-ig országos csúcs volt. 41 évesen vonult vissza az aktív sporttól és edző lett.

## Pályafutása
1958–1964
Tizenegy éves korában a szegvári vásártéren tréningező Tiscsev Miklós példáját követve kezdett atlétizálni. Két évvel később a felkészülésének irányítását a szintén Szegváron élő magyar csúcstartó Szécsényi József vette át. 1962-től a Szegedi Vasutas sportolója lett. 1963 októberében serdülő magyar csúcsot ért el. 1964 áprilisában 58,40 méterrel ifjúsági csúcstartó lett. Júliusban harmadik lett a magyar bajnokságon. Szeptemberben 50 méter fölé jutott felnőtt szerrel, majd 58,71 méteres egyéni csúcsot dobott ifjúsági diszkosszal.
1965–1968
1965 júniusában egy csapat bajnoki fordulóban 52,54 méterrel egyéni csúcsot ért el. Az európai ifjúsági ranglistán 60,68 méterrel harmadik lett. 1966 szeptemberében az atlétikai ifjúsági Európa Játékokon aranyérmes lett. Októberben 53,90, majd 54,42 méterre javította az egyéni legjobbját. A következő héten felnőtt diszkosszal 56,34 méterrel ifjúsági magyar csúcsot dobott, amely akkor a korosztály legjobb nyilvántartott eredménye volt a világon. A hónap végén 1,5 kg-os diszkosszal 64,86 métert dobott, ami nem hivatalos korosztályos világcsúcs volt.
1967 májusában 57,40 méterrel kezdte a szezont. Októberben ismét 57 méter fölé jutott. Ezzel teljesítette az olimpiai kiküldetési szintet. 1968 májusában egy havannai versenyen 58,18 méterrel, majd júniusban Szegeden 58,90 méterrel egyéni csúcsot teljesített. Az augusztusi vidékbajnokságon 59,50 méterrel utánpótlás országos csúcsot ért el. Az országos bajnokság selejtezőjében 60,10 métert dobott. A másnapi döntőben 60,78 méteres országos csúccsal győzött. Az olimpián 58,50 méterrel teljesítette a selejtező szintet (58 m). A döntőben 58,36 méterrel a 11. helyezést ért el.
1969–1972
1969-ben 60 méteres dobással kezdte a szezont. Április végén 61,70 méterrel új magyar csúcsot ért el. Júniusban Varsóban nyert versenyt. Júliusban három skandináv versenyen indult, ahol az eredménye elmaradt a hatvan métertől. Ezt követően Szegeden ismét országos csúcsot (61,82 m) dobott. A magyar bajnokságon megvédte címét. Az Európa-bajnokságon 58,18 méterrel hatodikként végzett. Októberben ismét javított a legjobb magyar diszkoszvető eredményen.
A következő év májusában egy Franciaországi versenyen 60,56 méterrel második, majd Budapesten 62,82 méterrel első lett. Júniusban egy budapesti nemzetközi versenyen (61,40 m) és a csehszlovák-lengyel-magyar viadalon is győzött (62,02 m). Júliusban Stockholmban második lett. Augusztusban megvédte a magyar bajnoki címét. Szeptemberben 63,02 méterrel egyéni csúcsot ért el, amit októberben 63,94 méterre javított. A hónap végén 65,30 méterrel ismét országos csúcstartó lett.
1971-től Szécsényi József már csak a válogatott keret edzésein irányította a felkészülését. Tégla klubedző nélkül tréningezett tovább. Júniusban Eschweilerben és Koblenzben második helyezést ért el. A magyar bajnokságon ezúttal második lett. Júliusban Helsinkiben 61,80 méterrel lett ezüstérmes.  A hónap végén egy szegedi versenyen a szezonban az addigi legjobb eredményét -64,18 métert- érte el. Az Európa-bajnokságon 59,24 méterrel hetedik helyen végzett. Az októberi magyar-ukrán viadalon 65,44 méterrel egyéni csúcsot dobott.
1972-es tavaszi felkészülés alatt combizomszakadás, majd csonthártyagyulladás hátráltatta a munkában. Június elején, az első nemzetközi versenyén 61,58 métert teljesített. A következő héten 64,48 méterrel lett második Budapesten. A magyar bajnokságon harmadik helyezést szerzett. Az olimpián elért 60,60 méter a hetedik helyhez volt elég.
1973–1976
Az 1973-as magyar atlétikai bajnokságon 57,42 méterrel negyedik lett. Az universiadén bronzérmes volt (59,48 m). 1974-től az újpesti Dózsa sportolója lett. országos bajnokságon ismét negyedik helyen végzett. A 60 méteres határt július végén dobta túl. Augusztusban 64,02 métert ért el. Az Európa-bajnokságon 58,92 méterrel tizedik volt. 1975 májusában hasműtétje volt. Július közepén indulhatott újra versenyen. A magyar bajnokságon és az universiadén a dobogó második fokára állhatott. A következő évben már áprilisban és májusban 63 méter felett dobott több versenyen. Az olimpián 60,54 méterrel 11. lett. A magyar bajnokságon 64,12 méterrel első volt.
1977–1988
1977 májusában Havannában 62,86 méterrel kezdte a versenyszezont. Az országos bajnokságon megvédte a címét. Szeptemberben 64,32 méterrel az addigi legjobb eredményét dobta a szezonban. Októberben 67,38 méterrel ismét magyar csúcstartó lett.
A következő szezon elején két hazai versenyt nyert 62 méter feletti dobással (62,30 m; 62,72 m). Júniusban Szófiában ért el harmadik helyezést (60,94 m). Ezt követően augusztus végéig nem tudott 62 méter fölé jutni. Az országos bajnokságon 60,56 méterrel negyedik volt. A szeptemberi Európa-bajnokságon 60,22 méterrel kilencedik lett.
1979-ben augusztusban indult először versenyen. Szeptemberben 63,72 méterrel érte el a szezonban a legjobb eredményét. 1980-ban májusban csak egy versenyen jutott 60 méter fölé. Június elején Athénban mellizomszakadást szenvedett. Szeptember közepétől versenyzett újra. 1983-ban és 1984-ben dobogós volt a magyar bajnokságon. A válogatottban 1988-ig szerepelt. Ugyanekkor fejezte be élsportolói pályafutását. Később indult veteránversenyeken. A Belügyminisztériumban sporttisztként dolgozott.

## Sporteredményei
Helyezései
diszkoszvetés
- Olimpiai játékok
  - 7. (1972)
  - 11. (1968, 1976)
- Európa-bajnokság
  - 6. (1969)
  - 7. (1971)
  - 9. (1978)
  - 10. (1974)
- Universiade
  - ezüstérmes (1975)
  - bronzérmes (1973)
- atlétikai ifjúsági Európa játékok
  - aranyérmes (1966)
- magyar bajnokság
  - aranyérmes: 1968, 1969, 1970, 1976, 1977, 1984
  - ezüstérmes: 1967, 1971, 1975, 1983
  - bronzérmes: 1964, 1972

Rekordjai
diszkoszvetés
- 56,88 m (1963. október 27., Szeged) országos serdülő csúcs[3]
- 58,40 m (1964. április 26., Gyula) országos ifjúsági csúcs (1,5 kg)[4]
- 56,34 m (1966. október 23., Szeged), ugyanott: 55,14 m; 55,36 m; 56,02 m; országos ifjúsági csúcs és nem hivatalos ifjúsági világcsúcs (2 kg)[12]
- 64,86 m (1966. október 31., Szeged) országos ifjúsági csúcs és nem hivatalos ifjúsági világcsúcs (1,5 kg)[13]
- 59,50 m (1968. augusztus 20., Szolnok) országos utánpótlás csúcs[18]
- 60,10 m (1968. augusztus 31., Budapest) országos utánpótlás csúcs[19]
- 60,78 m (1968. szeptember 1., Budapest) országos felnőtt és utánpótlás csúcs[20]
- 61,70 m (1969. április 30., Budapest) országos csúcs[22]
- 61,82 m (1969. július 12., Szeged) országos csúcs[24]
- 62,90 m (1969. október 12., Budapest) országos csúcs[25]
- 65,30 m (1970. október 30., Szeged) országos csúcs[33]
- 67,38 m (1977. október 12. Szentes) országos csúcs[53]

Legjobb eredményei évenként
diszkoszvetés
- 1964: 50,69 m (magyar ranglista: 5.)[61]
- 1965: 52,54 m (4.)[62]
- 1966: 56,34 m (2.)[63]
- 1967: 57,40 m (3.)[64]
- 1968: 60,78 m (1.; világranglista: 19.)[65][66]
- 1969: 62,80 m (1.)[67]
- 1970: 65,30 m (1.; 3.)[68][69]
- 1971: 65,44 m (3.; 7.)[70][71]
- 1972: 64,48 m (2., 10.)[72][73]
- 1973: 61,88 m (4.)[74]
- 1974: 64,02 m (1.; 15.)[75][76]
- 1975: 62,40 m (4.)[77]
- 1976: 64,12 m (2., 28.)[78][79]
- 1977: 67,38 m (1.; 6.)[80][81]
- 1978: 62,72 m (3.)[82]
- 1979: 63,72 m (2.)[83]
- 1980: 60,08 m (7.)[84]
- 1981: 61,60 m (5.)[85]
- 1982: 62,22 m (1.)[86]
- 1983: 62,10 m (2.)[87]
- 1984: 62,44 m (2.)[88]
- 1985: 60,96 m (5.)[89]
- 1986: 61,88 m (3.)[90]
- 1987: 61,10 m (4.)[91]
- 1988: 60,46 m (4.)[92]

súlylökés
- 1970: 16,73 m (10.)
- 1971: 17,23 m (8.)
- 1973: 16,47 m (8.)
- 1974: 16,46 m (9.)
- 1976: 16,78 m (10.)

## Díjai, elismerései
- Az év magyar ifjúsági sportolója választás, 3. hely (1966)[93]
- Érdemes sportoló (1973, 1976)[94]